# Prédiális nemes
A prédiális nemesek (latinul: nobilis praedialis) a 13. századtól az országos nemeseknél jogilag alacsonyabb rangú nemesek voltak. A 14. században elsősorban királyi várbirtok kötelékében éltek – innen nevük gyakran várnemes (nobilis castri) –, később eladományozással magánföldbirtokoshoz is kerülhettek, miközben ők is földesurak voltak, jobbágyaik is lehettek. Hasonló helyzetben voltak hozzájuk az egyházi földbirtokok egyházi nemesei.

## Jellemzőik
Birtokuk allodiális természetű volt – praedium innen a neve –, többnyire a nemesi szokásjog szerint öröklődött. Katonai szolgálat terhelte őket, amit a vár honorbirtokosának zászlaja alatt teljesítettek – szemben az országos nemesekkel, akik a király zászlaja alatt. Bírájuk is a vár honorbirtokosa volt, de létrehozták a nemesi megye mintájára saját bírói széküket is. Általában adómentesek sem voltak, bár nekik maguknak is voltak jobbágyaik.
Eredetüket tekintve lehettek szolgaállapotúak, akik pl. jutalomból eredeti tulajdonosaik lelki üdvéért az egyháznak ajándékozva végeztek ott gazdaságirányító munkát. De lehettek szabadok is, akik a szolgálatba fogadás és a megélhetés fejében lemondtak szabadságukról. Szabadságukat csak akkor nyerhették vissza, ha belépéskor kikötötték maguknak a kilépés lehetőségét. Gyakran a várjobbágyok alakultak át prédiális nemessé, mint pl. Szlavóniában. Tágabb értelemben prédiális nemesek voltak a felvidéki jobbágyfiúk és a román kenézek is.